# Hania Rani
Hania Rani (eigentlich Hanna Raniszewska; * 5. September 1990 in Danzig) ist eine polnische Pianistin, Komponistin und Sängerin der Neoklassik.

## Leben
Hania Rani studierte Klavier an der Fryderyk-Chopin-Universität für Musik in Warschau. 2015 spielte sie mit der Cellistin Dobrawa Czocher das Album Biała Flaga ein, das eine neoklassische Interpretation von Stücken der polnischen Rockband Republika darstellt. 2017 gründete sie mit der Sängerin Joanna Longić das Duo Tęskno, mit dem sie 2018 das Album Mi veröffentlichte. 2019 erschien Hania Ranis Soloalbum Esja beim britischen Experimental-Label Gondwana Records.
Videos auf YouTube  mit Auftritten von ihr auf wurden millionenfach aufgerufen, so von einer Aufnahme im Studio S2 des polnischen Radios 2021 und von einem Konzert im Hof des Hôtel des Invalides in Paris 2022. Ihr Album On Giacometti von 2023 ist dem Schweizer Künstler Alberto Giacometti gewidmet. Für YouTube spielte sie es im Atelier des bedeutenden Bildhauers in Stampa ein.
Mit ihrem Album Ghosts ist sie im Frühjahr 2025 zusammen mit einem Ensemble auf Tour, mit Stationen u. a. in Warschau, Berlin, Paris, London und Amsterdam. 
Hania Rani lebte in Warschau und Berlin, danach in London.

## Preise und Auszeichnungen
Ranis Album Esja wurde 2020 in Polen mit insgesamt vier Fryderyks ausgezeichnet, darunter in den Kategorien „Bestes Debütalbum“, „Bestes Alternative-Album“ und „Bestes Neuarrangement“. Im selben Jahr erhielt sie die Sanki-Auszeichnung als „Neues Gesicht der polnischen Musik“.
Am 12. November 2023 erhielt sie den „The Man with the Golden Ear“-Award des Soundedit-Festivals in Łódź.

## Diskografie
Alben
- 2015: Biała Flaga (mit Dobrawa Czocher)
- 2018: Mi (mit Tęskno)
- 2019: Esja (PL: Gold)[9]
- 2020: Tęskno (mit Tęskno)
- 2020: Home
- 2021: Music for Film and Theatre
- 2021: Inner Symphonies (mit Dobrawa Czocher)
- 2022: Venice – Infinitely Avantgarde (Original Motion Picture Soundtrack)
- 2023: On Giacometti
- 2023: Ghosts
- 2024: Nostalgia

## Filmografie
- 2023: Wald
- 2025: Sentimental Value